# Пэл (собака)
Пэл (4 июня 1940, Питомник Глэмис, Северный Голливуд, Калифорния, США — 18 июня 1958, Дом Радда Уэзервокса, Северный Голливуд, Калифорния, США) — собака породы колли, первая в ряду собак, сыгравших женскую роль Лесси в кино и на телевидении. Пэл родился в Калифорнии в 1940 году и вскоре стал собственностью голливудского дрессировщика Радда Уэзервокса. В 1943 году пёс был выбран на роль Лесси в художественном фильме киностудии Metro-Goldwyn-Mayer(MGM) «Лесси возвращается домой». После своего дебюта в кино Пэл снялся ещё в шести фильмах MGM о Лесси с середины 1940-х до начала 1950-х годов, участвовал в выставках, ярмарках и родео по всем Соединённым Штатам, прежде чем получил главные роли в двух пилотных сериях телесериала «Лесси» (1954). После этих съёмок Пэл вышел в отставку и умер в 1958 году. Он стал родоначальником династии собак — исполнителей роли Лесси. Журнал «Saturday Evening Post» писал, что Пэл был «примером самой впечатляющей собачьей карьеры в истории кино».

## Рождение и первые годы
Пэл родился в Питомнике Глэмис Черри Осборна в Северном Голливуде 4 июня 1940 года. Его родителей звали Красный Брюси из Глэмис и Яркая Безделушка из Глэмис. Родословная Пэла восходит к первой известной колли, «Старому Коки», которая жила в Англии в девятнадцатом веке. Из-за своих больших глаз и белой полосы на лбу Пэл не был признан по-настоящему чистокровным.
Дрессировщик Говард Пек принёс восьмимесячного колли в Голливуд к дрессировщику Радду Уэзервоксу, чтобы отучить животное от неконтролируемого лая и привычки гоняться за мотоциклами . После работы с собакой Уэзервокс получил контроль над лаем, но мотоциклы остались его маленькой слабостью. Пек был разочарован результатами и отдал собаку Уэзервоксу в счёт своего долга. Уэзервокс, в свою очередь, передал собаку другу, но когда он узнал, что по роману Эрика Найта «Лесси возвращается домой» киностудия MGM собирается ставить фильм, то почувствовал, что Пэл был достоин этой роли, и выкупил собаку назад у своего друга за $ 10,00. Пек пытался вернуть Пэла, после того как он стал известен как Лесси, но право собственности было сохранено за Уэзервоксом. Брат Радда Фрэнк Уэзервокс, который готовил специально обученных собак для таких фильмов как «5000 Пальцев доктора Т» и «Волшебник страны Оз» , помогал Радду в обучении Пэла.

## Фильмы MGM
Первый фильм MGM «Лесси возвращается домой» планировался как малобюджетный, чёрно-белый фильм для детей. Пэл был в числе 1500 собак, которые пробовались на главную роль, но был отвергнут, потому что он был мужского пола, его глаза были слишком большими, голова слишком плоская, и у него была белая полоса на лбу. На роль главного героя взяли колли-медалистку. Уэзервокс был нанят для обучения звезды, и Пэл был нанят в качестве собаки-трюкача.
В ходе съёмок было принято решение воспользоваться массивным затоплением реки Сан-Хоакин в центральной Калифорнии, чтобы получить впечатляющие кадры для фильма. Исполнительница главной роли отказалась войти в бушующую реку. Уэзервокс был с Пэлом и предложил, чтобы его собака выступила в пятиэлементной сцене, в которой Пэл будет переплывать реку, тащить себя из воды, лежать, не отряхиваясь, пытаться ползать, лежа на боку и, наконец, лежать без движения, полностью исчерпав силы.. Пэл выполнил трюк исключительно хорошо, и сцена была завершена в один дубль. По словам Уэзервокса, директор Фред М. Уилкокс был настолько впечатлён Пэлом во время процесса, что у него были «слёзы на глазах». В результате Пэл был взят на главную роль, а ранее отснятые сцены были пересняты с новой звездой. Другие источники говорят, что колли-сука была заменена, потому что она стала сильно линять во время съёмок фильма в летнее время, в результате чего Уэзервокс заменил её на Пэла. В любом случае, руководители MGM были настолько впечатлены, что решили провести масштабную рекламную кампанию и снимать фильм в цвете. Пэл включился в работу с энтузиазмом, редко нуждаясь в нескольких дублях.
Успех Пэла в фильме «Лесси возвращается домой» в 1943 году привел к появлению ещё шести фильмов MGM: «Сын Лесси» (продолжение «Лесси возвращается домой»), «Храбрость Лесси», «Родные холмы», «Солнце восходит», «Вызов Лесси» и «Лесси в разрисованных холмах».
После выхода на экраны в 1951 году фильма «Лесси в разрисованных холмах» руководители MGM решили, что образ Лесси исчерпал себя, и было запланировано не выпускать больше фильмы с этим персонажем. Руководители MGM тогда добились разрыва контракта с Уэзервоксом. Вместо $ 40 000 заработной платы, которые должна была ему студия, Уэзервокс получил бренд Лесси.

## Телесериал
После ухода из MGM Пэл и Уэзервокс стали давать 18-минутные представления на выставках собак и в универмагах. Телевизионный продюсер Роберт Максвелл убедил Уэзервокса, что будущее Пэла связано с телевидением. Вместе мужчины создали сценарий о мальчике и его собаке, живущих в бедной семье, на видавшей виды ферме в американской глубинке.
На роль мальчика в сериале Лесси пробовались трое молодых актёров, но окончательное решение было оставлено за Пэлом. После недели встреч с мальчиками в доме Уэзервокса в Северном Голливуде Пэлу, казалось, одиннадцатилетний Томми Реттиг понравился больше, чем два другие. Реттиг получил роль на основании реакции Пэла, и съёмки двух пилотных серий начались летом 1954 года. В обеих сериях Пэл играл Лесси.
После просмотра пилотов руководители CBS сразу же утвердили 30-минутный сериал, запланировав его запуск в 1954 году. Пэл ушёл в отставку после съёмок в пилотных сериях, и его сын, Лесси-младший (который был на три года младше и обучался вместе с отцом в течение нескольких лет), приступил к съёмкам. Пэл каждый день приходил с сыном на съёмочную площадку, которая находилась в первом павильоне KTTV в Лос-Анджелесе. У него была своя подстилка, и его почтительно называли Стариком. Звезда сериала Томми Реттиг позже вспоминал: «Когда Радд просил Лесси-младшего что-то сделать, если бы вы были на съемках, вы могли видеть, как Старик вставал с постели, выполнял номер и возвращался назад».

## Смерть
К 1957 году Пэл был слепым, глухим и малоподвижным, и редко посещал съёмки сериала «Лесси». Звезда сериала Джон Провост позже вспоминал: «В молодости я узнал, сколько эта собака значила для Радда. Радд любил эту старую собаку так сильно, как никто не может любить животное или человека».
Пэл умер в 1958 в возрасте 18 лет, и четыре месяца Уэзервокс выбирался из глубокой депрессии. Роберт Уэзервокс, сын Радда, позже вспоминал: «Смерть Пэла его очень потрясла. Он похоронил его в специальном месте на ранчо и часто посещал могилу. Папа никогда больше не смотрел фильмы MGM о Лесси. Он просто не мог спокойно видеть Пэла. Он не хотел, чтобы что-то напоминало о том, насколько сильно он любил эту собаку».

## Потомки
В 1950 году Радд Уэзервокс в соавторстве с Джоном Х. Ротвеллой написал книгу о жизни Пэла под названием «История Лесси: Его открытия и обучение от щенячьего возраста к славе»
Внешность Пэла стала своеобразным стандартом для отбора собак на роль Лесси. Все исполнители этой роли были колли соболиного окраса, у которых были такие характерные черты: белая полоса на морде, белая шерсть вокруг шеи, белые лапы.
Несколько потомков Пэла сыграли роль Лесси после смерти своих предшественников. В оригинальном телесериале (1954—1973) сын Пэла, Лесси-младший, и его внуки, Спук и Беби, снимались в первых нескольких сезонах. Майа появился в нескольких рейнджерских сезонах, и Эй-эй снимался в последних двух объединённых сезонах.
Выбор на роль Лесси колли, не являющейся потомком Пэла, был встречен протестом. В 1997 году сериал «Лесси» дебютировал на канале «Планета животных», но без обученной Уэзервоксом собаки. В результате протеста продюсеры допустили к съёмкам представителя девятого поколения собак-актёров. Ремейк оригинального фильма «Лесси» (2005) спровоцировал слух о том, что в главной роли сняли собаку, не являющуюся потомком Пэла. Роберт Уэзервокс опровергает эти слухи.
В 2000 году бренд Лесси был продан восемью остальными членами семьи Уэзервокс компании Классик Медиа. В 2004 году личный контракт Роберта Уэзервокса на обязательства поставлять собак на роль Лесси закончился, и ни одна из сторон не инициировала продолжения. После нескольких лет замены потомков Пэла теми колли, которые не были связаны с его родословной, Классик Медиа заключил контракт с Кэрол Риггинс, которая была сотренером Роберта Уэзервокса. Её собака Эй-эй II, представитель 9-го поколения, играла роль Лесси в течение последних 13 эпизодов канадского сериала «Лесси» под вывеской «Уэзервокс Обученные собаки». Кэрол Риггинс продолжает работать сегодня в качестве официального владельца и тренера Лесси с другой собакой, прямым потомком оригинального Пэла в 10-м поколении.

### Официальные Лесси
- 1. Пэл (Pal)
- 2. Лесси-младший (Lassie Junior)
- 3. братья Спук (Spook) и Беби (Baby)
- 4. Майа (Mire)
- 5. Эй-эй (Hey Hey)
- 6. Бой (Boy)
- 7. Олдмэн (The Old Man)
- 8. Говард (Hovard)
- 9. Эй-эй II (Hey Hey II)
- 10. Роки (Rockie)

### Собаки Роберта Уэзервокса
Роберт Уэзервокс считает, что договор на разведение Эй-эя II был незаконным, впрочем, никаких доказательств он никогда не представлял. Вследствие этого официальной Лесси он считает младшего брата Эй-эя II по кличке Лэдди. Их отцом был Говард. Лэдди и его потомки тоже, как и официальные Лесси, появляются на различных мероприятиях, иногда в сопровождении Джона Провоста, актёра, сыгравшего в двух сериалах о Лесси. Хотя в сознании людей они и ассоциируются с Лесси, тем более что также являются потомками Пэла, называться так они уже не имеют права, потому что у Уэзервокса нет ни прав на этот бренд, ни разрешения от правообладателя.
- 1. Лэдди (Laddie)
- 2. Дуни (Doonie)
- 3. братья Хаммер (Hammer) и Гатор (Gator)

## Фильмография
- 1943 — Лесси возвращается домой — Лесси
- 1945 — Сын Лесси — Лэдди
- 1946 — Храбрость Лесси — Билл
- 1948 — Родные холмы — Лесси
- 1949 — Солнце восходит — Лесси
- 1950 — Вызов Лесси — Лесси
- 1951 — Лесси в разрисованных холмах — Шеп
- 2006 — Ночь в музее — Шеп

## Работы на телевидении
- 1954 «Лесси»: «Наследство» — Лесси
- 1954 «Лесси»: «Мистер Пибоди» — Лесси